# Principado de Rumania
Los Principados Unidos de Moldavia y Valaquia, también conocidos como Principados Rumanos Unidos o Principado de Rumanía, fue el nombre adoptado por el Estado surgido tras la unión del Principado de Moldavia y el Principado de Valaquia en 1859, bajo el gobierno de Alejandro Juan Cuza, elegido príncipe de ambos territorios. Esta entidad política existió hasta 1881, cuando se proclamó el Reino de Rumanía y el príncipe Carlos fue coronado como Carlos I de Rumanía.

## Nombre
El principado tuvo varios nombres:
- Principados Unidos de Moldavia y Valaquia (1859–1862)
- Principados Rumanos Unidos (1862–1866)
- Principado de Rumanía: Este nombre se empezó a utilizar con la entrada en vigor de la Constitución en 1866 y perduró hasta 1881, fecha de la creación del Reino de Rumanía.

## El reinado de Alejandro Juan Cuza
Alejandro Juan Cuza tomó medidas para unificar las administraciones de los dos principados rumanos y lograr el reconocimiento europeo y posteriormente internacional de la Unión. También adoptó una serie de reformas, entre ellas la secularización de las tierras de la iglesia, la introducción de la educación primaria gratuita, un código civil y penal inspirados en el francés, así como una reforma agraria limitada y una a las estructuras y estamentos del ejército.
La oposición de los propietarios de tierras, que eran mayoría en el parlamento y tenían dominado a Cuza, generó un golpe de Estado en su contra en 1864. Posteriormente, instituyó un régimen autoritario pero su apoyo popular, fuerte en el momento del golpe, disminuyó gradualmente a medida que la reforma agraria no logró llevar la prosperidad a la mayoría campesina.
Cuza fue obligado a abdicar en 1866 por los dos principales grupos políticos, los conservadores y los liberales, que representaban los intereses de los expropietarios de grandes terrenos. Aunque el evento provocó cierta agitación antiunionista en la provincia natal de Cuza de Moldavia, esta fue reprimida por las autoridades centrales.

## Jefes de Estado
El Principado sólo tuvo dos príncipes:
- Alejandro Juan Cuza se convertiría en el rey Alejandro Juan I. (1859-1866)
- Carlos de Hohenzollern-Sigmaringen, un príncipe alemán que más tarde se convertiría en el futuro rey Carlos I. (1866-1881)